# Крістіана Морган
Крістіана Морган (англ. Christiana Morgan; 6 жовтня 1897, Бостон — 14 березня 1967, Сент-Джон) — американський психолог, відома перш за все як авторка (спільно з Генрі Мюрреєм) Тематичного апперцептивного тесту (ТАТ).

## Біографія
Народилася в Бостоні, Массачусетс, 6 жовтня 1897 року. Навчалася в школі міс Вінсор для дівчат у Бостоні з 1908 до 1914 і пізніше в школі-інтернаті в Фармінгтоні, Массачусетс. Дебютувавши в Бостонській спільноті, зустріла Вільяма Моргана, що вступив на службу в Першій світовій. Морган служила медсестрою під час пандемії грипу 1918 року.

## Професійна кар'єра
В середині 1930 років в Гарвардському університеті ведуть дослідження Крістіана Морган і Генрі Мюррей. В цих дослідженнях було в перше з'ясовано, що принцип проєкції може використовуватись як основа діагностичної процедури. Навесні 1935 у виданні «Дослідження особистості» обґрунтовується принцип психологічної проєкції, а трохи пізніше з'являється 1 проєктивний тест тематичної аперцепції ТАП.
Крістіана Морган грала життєво важливу роль у винаході Тематичного аперцептивного тесту, способу виявити глибокі асоціації, що здобув широке застосування в сучасній психодіагностиці. Морган була процитована в якості співавторки Генрі Мюррея в першій публікації тесту. Під час подальшої розробки Крістіани були вилучені, як і її співавторство.